# Sympiesis
Sympiesis is een geslacht van vliesvleugeligen uit de familie Eulophidae. De wetenschappelijke naam van dit geslacht is voor het eerst geldig gepubliceerd in 1856 door Förster.

## Soorten
Het geslacht Sympiesis omvat de volgende soorten:
- Sympiesis abalisis Narendran, 2011
- Sympiesis aburiana (Waterston, 1925)
- Sympiesis acalle (Walker, 1848)
- Sympiesis acicus Narendran, 2011
- Sympiesis acrobasidis Miller, 1970
- Sympiesis albiflava Fahringer, 1944
- Sympiesis albiscapus (Erdös, 1954)
- Sympiesis albiventris Storozheva, 1981
- Sympiesis ampla Storozheva, 1981
- Sympiesis ancylae Girault, 1917
- Sympiesis angustipennis (Erdös, 1954)
- Sympiesis aperta Storozheva, 1981
- Sympiesis argenticoxae Girault, 1917
- Sympiesis asecta Delucchi, 1962
- Sympiesis aureolus Szelényi, 1976
- Sympiesis australiensis (Girault, 1913)
- Sympiesis bardisis Narendran, 2011
- Sympiesis biroi (Erdös, 1954)
- Sympiesis boasi (Girault, 1913)
- Sympiesis bukobensis Ferrière, 1936
- Sympiesis caliginosa Storozheva, 1981
- Sympiesis campbellensis (Kerrich & Yoshimoto, 1964)
- Sympiesis capeki Boucek, 1959
- Sympiesis chaliloides Yao, Yang & Li, 2007
- Sympiesis chenopodii Ashmead, 1888
- Sympiesis clausenis Narendran, 2011
- Sympiesis closterae Yao, Yang & Li, 2007
- Sympiesis comosus Kerrich, 1969
- Sympiesis comperei Crawford, 1912
- Sympiesis consona (Girault, 1915)
- Sympiesis corrugata Szelényi, 1977
- Sympiesis cosmopterygi (Risbec, 1951)
- Sympiesis crinita Storozheva, 1981
- Sympiesis cyaneipurpurea (Girault, 1915)
- Sympiesis deminuta Storozheva, 1981
- Sympiesis derogatae Kamijo, 1965
- Sympiesis dolichogaster Ashmead, 1888
- Sympiesis dzhebelicus Myartseva & Kurashev, 1991
- Sympiesis earina Storozheva, 1981
- Sympiesis elaeagni Myartseva, 1997
- Sympiesis elatisis Narendran, 2011
- Sympiesis enargiae Miller, 1970
- Sympiesis euspilapterygis (Erdös, 1958)
- Sympiesis extera Storozheva, 1981
- Sympiesis factitata Storozheva, 1981
- Sympiesis feketei Györfi, 1939
- Sympiesis femorata Gijswijt, 1990
- Sympiesis festiva Storozheva, 1981
- Sympiesis flavopicta Boucek, 1959
- Sympiesis fragariae Miller, 1970
- Sympiesis fucosa (Girault, 1915)
- Sympiesis gordius (Walker, 1848)
- Sympiesis gracillariae (Chambers, 1872)
- Sympiesis grahami Erdös, 1966
- Sympiesis gregori Boucek, 1959
- Sympiesis grotii (Girault, 1913)
- Sympiesis grunini Storozheva, 1981
- Sympiesis gyorfii Erdös, 1954
- Sympiesis harithi Narendran, 2011
- Sympiesis hawaiiensis (Ashmead, 1901)
- Sympiesis helvetica Szelényi, 1977
- Sympiesis hirticula Kamijo, 1976
- Sympiesis hyblaeae Surekha, 1996
- Sympiesis hyplosis Narendran, 2011
- Sympiesis ibseni (Girault, 1916)
- Sympiesis japonica Kamijo, 1965
- Sympiesis javanica (Ferrière, 1933)
- Sympiesis javensis (Gahan, 1922)
- Sympiesis jeolikotensis Khan, Agnihotri & Sushil, 2005
- Sympiesis kampalana (Ferrière, 1938)
- Sympiesis karagiosis Myartseva & Kurashev, 1991
- Sympiesis kazmii Narendran, 2011
- Sympiesis kelebiana Erdös, 1966
- Sympiesis konae Ashmead, 1901
- Sympiesis kottiyooricus Narendran, 2011
- Sympiesis kyurendagensis Myartseva & Kurashev, 1991
- Sympiesis laetus Masi, 1917
- Sympiesis laevifrons Kamijo, 1965
- Sympiesis lehri Storozheva, 1981
- Sympiesis lepida Storozheva, 1981
- Sympiesis lesnei Risbec, 1955
- Sympiesis lindbergi Ferrière, 1960
- Sympiesis longfellowi (Girault, 1913)
- Sympiesis longiventris (Girault, 1913)
- Sympiesis lucida Storozheva, 1981
- Sympiesis maculata Erdös, 1966
- Sympiesis marilandia Girault, 1917
- Sympiesis marilandica Girault, 1917
- Sympiesis mauiensis (Ashmead, 1901)
- Sympiesis mishi Yefremova & Shroll, 1997
- Sympiesis myartsevai Özdikmen, 2011
- Sympiesis noncarinata (Girault, 1917)
- Sympiesis notata (Zetterstedt, 1838)
- Sympiesis obscura (Ashmead, 1904)
- Sympiesis oditidis Kerrich, 1969
- Sympiesis ornatula Storozheva, 1981
- Sympiesis oryzae Risbec, 1952
- Sympiesis particola (Girault, 1916)
- Sympiesis polygoniae (Risbec, 1951)
- Sympiesis pulcherrima (Dodd, 1915)
- Sympiesis punctifrons (Thomson, 1878)
- Sympiesis pustacola Szelényi, 1976
- Sympiesis qinghaiensis Liao, 1987
- Sympiesis ringoniellae Kamijo, 1965
- Sympiesis rugithorax Crawford, 1910
- Sympiesis saintpierrei (Girault, 1913)
- Sympiesis santelinae Szelényi, 1977
- Sympiesis sergeyi Storozheva, 1990
- Sympiesis sericeicornis (Nees, 1834)
- Sympiesis smaragdina Storozheva, 1990
- Sympiesis solitaria Szelényi, 1977
- Sympiesis spadiceipes (Girault, 1915)
- Sympiesis sparsus Yoshimoto, 1965
- Sympiesis speciosa (Girault & Dodd, 1915)
- Sympiesis stigmata Girault, 1917
- Sympiesis stigmatipennis Girault, 1917
- Sympiesis striatipes (Ashmead, 1904)
- Sympiesis superba (Girault, 1915)
- Sympiesis swezeyi Yoshimoto & Ishii, 1965
- Sympiesis tebennae Myartseva & Kurashev, 1991
- Sympiesis tenuis Storozheva, 1981
- Sympiesis thapsianae Boucek, 1974
- Sympiesis triclada (Provancher, 1887)
- Sympiesis trjapitzini Storozheva, 1981
- Sympiesis tschulensis Myartseva & Kurashev, 1991
- Sympiesis turcica Fahringer, 1944
- Sympiesis turkmenica Özdikmen, 2011
- Sympiesis vagans (Timberlake, 1926)
- Sympiesis viridula (Thomson, 1878)
- Sympiesis vizri Myartseva & Kurashev, 1991
- Sympiesis volgensis Yefremova & Shroll, 1997
- Sympiesis xanthostoma (Nees, 1834)
- Sympiesis yuekseli Doganlar, 1979
- Sympiesis zygis Myartseva & Kurashev, 1991